# ورد متهدل
ورد متهدل (الاسم العلمي:Rosa laxa) هو نوع من النباتات يتبع جنس الورد من الفصيلة الوردية. موطنه آسيا الوسطى: كازاخستان وقيرغيزستان وطاجيكستان وتركستان وغرب سيبيريا ومنغوليا والصين (شينجيانغ).